# Втрати проросійських сил внаслідок російського вторгнення в Україну (2018)

## Січень
| Прізвище, ім'я, по батькові       | Звання | Посада / підрозділ                                     | Дата народження | Дата загибелі                 | Місце загибелі                         | Примітки                                          |
| Романенко Олексій Миколайович     |        | 14-й батальйон територіальної оборони «Прізрак»        |                 | 1 січня 2018                  |                                        |                                                   |
| Краснов Степан Олександрович      |        |                                                        |                 | 8 січня 2018                  |                                        |                                                   |
| Коваль Олексій Миколайович        |        | (посада не встановлена) розвідувальний взвод в 7 ОМСБр |                 | 10 січня 2018                 | Дебальцеве, Донецька область           |                                                   |
| Панов Олексій Васильович          |        |                                                        |                 | 12 січня 2018 року            |                                        | Помер від раку                                    |
| Кононенко Віктор Вікторович       |        |                                                        |                 | 19 січня 2018 року (39 років) | поблизу міста Щастя, Луганська область |                                                   |
| Дорошенко Валентин Васильович     |        | ватажок «Партії Сталіна»                               | 17 жовтня 1960  | 19 січня 2018                 | м. Одеса                               |                                                   |
| Болтенков В'ячеслав В'ячеславович |        |                                                        |                 | 24 січня 2018                 | Верхньоєланчик, Донецька область       | Смертельно поранений під час мінометного обстрілу |
| Ткачов Олег Олександрович         |        |                                                        |                 | 31 січня 2018 року            |                                        | Ліквідований снайпером ЗСУ                        |

## Лютий
| Прізвище, ім'я, по батькові      | Звання  | Посада / підрозділ                                                 | Дата народження | Дата загибелі       | Місце загибелі                | Примітки                                                 |
| Мельников Андрій Анатолійович    |         | водій-радіотелефоніст в 3 ОБрСпП                                   |                 | 2 лютого 2018       |                               | В 2017 році отримав травму голови. Пів року лежав в комі |
| Золотарьов Роман Володимирович   |         | (посада не встановлена) 11-й окремий мотострілецький полк «Восток» |                 | 3 лютого 2018 року  | поблизу м. Авдіївка           |                                                          |
| Скляренко Федір Валерійович      |         | Семеновський батальон, 2 рота, 1 взвод                             |                 | 4 лютого 2018 року  |                               |                                                          |
| Лакеєв Денис Сергійович          |         | замполіт батальону, 5-та окрема мотострілецька бригада «Оплот»     |                 | 22 лютого 2018 року | Докучаєвськ, Донецька область | Ліквідований під час обстрілу санітарного автомобіля     |
| Гур'янова Світлана Володимирівна |         | 11-й окремий мотострілецький полк «Восток»                         |                 | 24 лютого 2018 року | Макіївка, Донецька область    | Померла від не встановленої хвороби                      |
| Передрій Олександр Миколайович   | рядовий | 7 ОМСБр                                                            |                 | 28 лютого 2018 року | поблизу м. Світлодарськ       |                                                          |

## Березень
| Прізвище, ім'я, по батькові     | Звання | Посада / підрозділ                                                       | Дата народження | Дата загибелі        | Місце загибелі | Примітки                              |
| Колесник Іван Васильович        |        | (посада не встановлена), 7-ма окрема мотострілецька бригада (РФ, Донбас) |                 | 2 березня 2018 року  |                | псевдо "Чорний"                       |
| Зварич Костянтин Сергійович     |        | (посада не встановлена) 7 ОМСБр                                          |                 | 12 березня 2018      |                | Псевдо "Зима", підірвався на розтяжці |
| Захаренков Олег Петрович        |        |                                                                          |                 | 28 березня 2018 року |                |                                       |
| Литовченко Сергій Володимирович |        |                                                                          |                 | 29 березня 2018 року |                |                                       |

## Травень
| Прізвище, ім'я, по батькові    | Звання    | Посада / підрозділ                         | Дата народження | Дата загибелі  | Місце загибелі             | Примітки                          |
| Харитонов Василь Олександрович | рядовий   | 11-й окремий мотострілецький полк «Восток» | 28 червня 1994  | 1 травня 2018  |                            |                                   |
| Ташлик Максим Євгенович        | розвідник | 3-й МСБ, 7-ма ОМСБр                        | 15 березня 1990 | 4 травня 2018  | Автошлях Р 66              | псевдо "Грек", мінометний обстріл |
| Мамієв Олег Анатолійович       | полковник | командир бандформування «П'ятнашка»        |                 | 17 травня 2018 | Авдіївка, Донецька область |                                   |